# Slalom hommes des championnats du monde de ski alpin 2023
Navigation
Cortina d'Ampezzo 2021 Saalbach 2025
Le Slalom hommes des Championnats du monde de ski alpin 2023 se déroule le 19 février 2023  à Courchevel en France. Il s'agit de la dernière course de ces Mondiaux sur le bas de la piste Éclipse de Courchevel.  Henrik Kristoffersen est en difficulté dans la première manche, qu'il achève au seizième rang, à  91/100e de seconde du meilleur temps réalisé par Manuel Feller, alors que le Grec AJ Ginnis, déjà le premier skieur de son pays à avoir atteint un podium en Coupe du monde, quinze jours plus tôt à Chamonix, étonne à nouveau en signant le deuxième chrono avec son dossard n°24, à 13/100e de Feller et à égalité avec Lucas Braathen qui revient tout juste d'une opération de l'appendicite.  
Sur le deuxième tracé, avec les premières portes bien décalées dans une pente forte que tous les concurrents ont beaucoup du mal à négocier, Kristoffersen fait parler son expérience, et va en accélérant jusqu'à la ligne d'arrivée. Si bien qu'il réalise largement le meilleur temps et que les quinze skieurs qui s'élancent après lui butent sur son chrono. Jusqu'à Braathen puis Feller qui reculent au septième rang ex æquo, laissant Kristoffersen champion du monde de la discipline. Ginnis réussit pour sa part à conserver un bon rythme, réalisant une performance qui lui vaut la médaille d'argent, et le premier podium de la Grèce dans les championnats du monde de ski alpin ou dans toute discipline olympique de neige ou de glace.   
Alex Vinatzer vient prendre le bronze à 38/100e en devançant Clément Noël de trois centièmes.

## Médaillés
| Or                   | Argent    | Bronze        |
| Henrik Kristoffersen | AJ Ginnis | Alex Vinatzer |

## Résultats
La première manche se déroule à partir de 10 h 00, la seconde à partir de 13 h 30 
| Rang               | dossard | Non                            | Pays                         | Manche 1      | Rang         | Manche 2      | Rang          | Total         | Diff          |
| ------------------ | ------- | ------------------------------ | ---------------------------- | ------------- | ------------ | ------------- | ------------- | ------------- | ------------- |
| Médaille d'or      | 6       | Henrik Kristoffersen           | Norvège                      | 47 s 84       | 16           | 51 s 66       | 1             | 1 min 39 s 50 | —             |
| Médaille d'argent  | 24      | AJ Ginnis                      | Grèce                        | 47 s 06       | 2            | 52 s 64       | 12            | 1 min 39 s 70 | +0 s 20       |
| Médaille de bronze | 17      | Alex Vinatzer                  | Italie                       | 47 s 37       | 6            | 52 s 51       | 9             | 1 min 39 s 88 | +0 s 38       |
| 4                  | 15      | Clément Noël                   | France                       | 47 s 57       | 8            | 52 s 34       | 6             | 1 min 39 s 91 | +0 s 41       |
| 5                  | 30      | Sebastian Holzmann             | Allemagne                    | 47 s 93       | 18           | 52 s 19       | 4             | 1 min 40 s 12 | +0 s 62       |
| 6                  | 13      | Marco Schwarz                  | Autriche                     | 47 s 64       | 9            | 52 s 51       | 9             | 1 min 40 s 15 | +0 s 65       |
| 7                  | 7       | Lucas Braathen                 | Norvège                      | 47 s 06       | 2            | 53 s 11       | 18            | 1 min 40 s 17 | +0 s 67       |
| 7                  | 4       | Manuel Feller                  | Autriche                     | 46 s 93       | 1            | 53 s 24       | 21            | 1 min 40 s 17 | +0 s 67       |
| 9                  | 5       | Linus Strasser                 | Allemagne                    | 47 s 07       | 4            | 53 s 12       | 19            | 1 min 40 s 19 | +0 s 69       |
| 9                  | 3       | Ramon Zenhäusern               | Suisse                       | 47 s 74       | 12           | 52 s 45       | 7             | 1 min 40 s 19 | +0 s 69       |
| 11                 | 22      | Filip Zubčić                   | Croatie                      | 48 s 34       | 24           | 51 s 89       | 2             | 1 min 40 s 23 | +0 s 73       |
| 12                 | 18      | Adrian Pertl                   | Autriche                     | 47 s 76       | 14           | 52 s 48       | 8             | 1 min 40 s 24 | +0 s 74       |
| 13                 | 10      | Dave Ryding                    | Grande-Bretagne              | 48 s 10       | 21           | 52 s 22       | 5             | 1 min 40 s 32 | +0 s 82       |
| 14                 | 21      | Marc Rochat                    | Suisse                       | 47 s 81       | 15           | 52 s 27       | 11            | 1 min 40 s 38 | +0 s 88       |
| 15                 | 40      | Tobias Kastlunger              | Italie                       | 48 s 58       | 27           | 51 s 95       | 3             | 1 min 40 s 53 | +1 s 03       |
| 16                 | 8       | Fabio Gstrein                  | Autriche                     | 47 s 49       | 7            | 53 s 30       | 24            | 1 min 40 s 79 | +1 s 29       |
| 17                 | 16      | Timon Haugan                   | Norvège                      | 47 s 95       | 20           | 52 s 86       | 15            | 1 min 40 s 81 | +1 s 31       |
| 18                 | 23      | Stefano Gross                  | Italie                       | 47 s 89       | 17           | 52 s 94       | 16            | 1 min 40 s 83 | +1 s 33       |
| 19                 | 11      | Sebastian Foss-Solevåg         | Norvège                      | 47 s 28       | 5            | 53 s 58       | 28            | 1 min 40 s 86 | +1 s 36       |
| 20                 | 9       | Alexis Pinturault              | France                       | 47 s 65       | 11           | 53 s 25       | 22            | 1 min 40 s 90 | +1 s 40       |
| 21                 | 41      | Juan del Campo                 | Espagne                      | 48 s 31       | 23           | 52 s 70       | 13            | 1 min 41 s 01 | +1 s 51       |
| 22                 | 20      | Alexander Steen Olsen          | Norvège                      | 47 s 75       | 13           | 53 s 30       | 24            | 1 min 41 s 05 | +1 s 55       |
| 23                 | 14      | Tommaso Sala                   | Italie                       | 47 s 64       | 9            | 53 s 49       | 27            | 1 min 41 s 13 | +1 s 63       |
| 24                 | 2       | Daniel Yule                    | Suisse                       | 48 s 30       | 22           | 52 s 97       | 17            | 1 min 41 s 27 | +1 s 77       |
| 25                 | 29      | Armand Marchant                | Belgique                     | 48 s 83       | 30           | 52 s 77       | 14            | 1 min 41 s 60 | +2 s 10       |
| 26                 | 46      | Tijan Marovt                   | Slovénie                     | 48 s 52       | 25           | 53 s 21       | 20            | 1 min 41 s 73 | +2 s 23       |
| 27                 | 36      | Steven Amiez                   | France                       | 47 s 93       | 18           | 54 s 04       | 32            | 1 min 41 s 90 | +2 s 47       |
| 28                 | 34      | Billy Major                    | Grande-Bretagne              | 48 s 69       | 28           | 53 s 45       | 26            | 1 min 42 s 14 | +2 s 64       |
| 29                 | 47      | Léo Anguenot                   | France                       | 49 s 17       | 34           | 53 s 27       | 23            | 1 min 42 s 44 | +2 s 94       |
| 30                 | 26      | Luke Winters                   | États-Unis                   | 49 s 02       | 31           | 53 s 87       | 29            | 1 min 42 s 89 | +3 s 39       |
| 31                 | 25      | Erik Read                      | Canada                       | 49 s 17       | 34           | 54 s 08       | 33            | 1 min 43 s 25 | +3 s 75       |
| 32                 | 35      | Benjamin Ritchie               | États-Unis                   | 49 s 39       | 37           | 53 s 89       | 30            | 1 min 43 s 28 | +3 s 78       |
| 33                 | 42      | Laurie Taylor                  | Grande-Bretagne              | 49 s 57       | 39           | 53 s 98       | 31            | 1 min 43 s 55 | +4 s 05       |
| 34                 | 27      | Samuel Kolega                  | Croatie                      | 49 s 20       | 36           | 54 s 75       | 35            | 1 min 43 s 95 | +4 s 45       |
| 35                 | 51      | Aingeru Garay                  | Espagne                      | 49 s 44       | 38           | 54 s 81       | 36            | 1 min 44 s 25 | +4 s 75       |
| 36                 | 38      | Matej Vidovic                  | Croatie                      | 49 s 11       | 33           | 55 s 31       | 38            | 1 min 44 s 42 | +4 s 92       |
| 37                 | 33      | Yohei Koyama                   | Japon                        | 50 s 14       | 43           | 54 s 35       | 34            | 1 min 44 s 49 | +4 s 99       |
| 38                 | 49      | Axel Esteve                    | Andorre                      | 49 s 75       | 41           | 55 s 19       | 37            | 1 min 44 s 94 | +5 s 44       |
| 39                 | 48      | Miks Zvejnieks                 | Lettonie                     | 49 s 72       | 40           | 55 s 68       | 39            | 1 min 45 s 40 | +5 s 90       |
| 40                 | 60      | Kalin Zlatkov                  | Bulgarie                     | 50 s 71       | 44           | 56 s 44       | 43            | 1 min 47 s 15 | +7 s 65       |
| 41                 | 73      | Bálint Úry                     | Hongrie                      | 51 s 31       | 45           | 56 s 35       | 42            | 1 min 47 s 66 | +8 s 16       |
| 42                 | 58      | Barnabás Szőllős               | Israël                       | 51 s 67       | 47           | 56 s 29       | 41            | 1 min 47 s 66 | +8 s 46       |
| 43                 | 52      | Filip Forejtek                 | Tchéquie                     | 52 s 18       | 51           | 56 s 97       | 44            | 1 min 49 s 15 | +9 s 65       |
| 44                 | 71      | Cristian Javier Simari Birkner | Argentine                    | 51 s 71       | 49           | 57 s 60       | 46            | 1 min 49 s 31 | +9 s 81       |
| 45                 | 61      | Emir Lokmić                    | Bosnie-Herzégovine           | 53 s 08       | 52           | 57 s 32       | 45            | 1 min 50 s 40 | +10 s 90      |
| 46                 | 66      | Cormac Comerford               | Irlande                      | 54 s 53       | 57           | 56 s 13       | 40            | 1 min 50 s 66 | +11 s 16      |
| 47                 | 86      | Komiljon Tukhtaev              | Ouzbékistan                  | 53 s 41       | 53           | 59 s 67       | 48            | 1 min 53 s 08 | +13 s 58      |
| 48                 | 74      | Matthieu Osch                  | Luxembourg                   | 53 s 84       | 56           | 59 s 51       | 47            | 1 min 53 s 35 | +13 s 85      |
| 49                 | 81      | Rastko Blagojević              | Serbie                       | 55 s 21       | 58           | 1 min 01 s 94 | 49            | 1 min 57 s 15 | +17 s 65      |
| 50                 | 64      | Jack Adams                     | Nouvelle-Zélande             | 53 s 52       | 54           | 1 min 04 s 30 | 52            | 1 min 57 s 82 | +18 s 32      |
| 51                 | 76      | Kevin Qerimi                   | Albanie                      | 53 s 59       | 55           | 1 min 05 s 13 | 53            | 1 min 58 s 72 | +19 s 22      |
| 52                 | 82      | Mohammad Kiadarbandsari        | Iran                         | 56 s 97       | 59           | 1 min 03 s 49 | 50            | 2 min 00 s 46 | +20 s 96      |
| 53                 | 98      | Jakov Dobreski                 | Macédoine du Nord            | 57 s 51       | 60           | 1 min 04 s 05 | 51            | 2 min 01 s 56 | +22 s 06      |
|                    | 28      | Joaquim Salarich               | Espagne                      | 48 s 74       | 29           | Abandon       | Abandon       | Abandon       | Abandon       |
|                    | 32      | Istok Rodeš                    | Croatie                      | 49 s 02       | 31           | Abandon       | Abandon       | Abandon       | Abandon       |
|                    | 39      | Kamen Zlatkov                  | Bulgarie                     | 48 s 55       | 26           | Abandon       | Abandon       | Abandon       | Abandon       |
|                    | 43      | Jesper Pohjolainen             | Finlande                     | 49 s 86       | 42           | Abandon       | Abandon       | Abandon       | Abandon       |
|                    | 62      | Ed Guigonnet                   | Grande-Bretagne              | 51 s 70       | 48           | Abandon       | Abandon       | Abandon       | Abandon       |
|                    | 63      | Tiziano Gravier                | Argentine                    | 51 s 55       | 46           | Abandon       | Abandon       | Abandon       | Abandon       |
|                    | 65      | amás Trunk                     | Hongrie                      | 52 s 01       | 50           | Abandon       | Abandon       | Abandon       | Abandon       |
|                    | 79      | Raul Danciu                    | Roumanie                     | 57 s 57       | 61           | Non qualifiés | Non qualifiés | Non qualifiés | Non qualifiés |
|                    | 94      | Mathieu Neumuller              | Madagascar                   | 58 s 21       | 62           | Non qualifiés | Non qualifiés | Non qualifiés | Non qualifiés |
|                    | 75      | Nathan Tchibozo                | Togo                         | 59 s 11       | 63           | Non qualifiés | Non qualifiés | Non qualifiés | Non qualifiés |
|                    | 93      | Christopher Rubens Holm        | Brésil                       | 1 min 00 s 03 | 64           | Non qualifiés | Non qualifiés | Non qualifiés | Non qualifiés |
|                    | 92      | Maksim Gordeev                 | Kirghizistan                 | 1 min 00 s 72 | 65           | Non qualifiés | Non qualifiés | Non qualifiés | Non qualifiés |
|                    | 95      | Manuel Ramos                   | Portugal                     | 1 min 02 s 14 | 66           | Non qualifiés | Non qualifiés | Non qualifiés | Non qualifiés |
|                    | 91      | Yohan Goutt Gonçalves          | Timor oriental               | 1 min 02 s 86 | 67           | Non qualifiés | Non qualifiés | Non qualifiés | Non qualifiés |
|                    | 89      | Arif Mohd Khan                 | Inde                         | 1 min 04 s 83 | 68           | Non qualifiés | Non qualifiés | Non qualifiés | Non qualifiés |
|                    | 96      | Bojan Kosić                    | Monténégro                   | 1 min 05 s 30 | 69           | Non qualifiés | Non qualifiés | Non qualifiés | Non qualifiés |
|                    | 78      | Gauti Guðmundsson              | Islande                      | 1 min 07 s 20 | 70           | Non qualifiés | Non qualifiés | Non qualifiés | Non qualifiés |
|                    | 1       | Loïc Meillard                  | Suisse                       | Abandon       | Abandon      | Abandon       | Abandon       | Abandon       | Abandon       |
|                    | 12      | Kristoffer Jakobsen            | Suède                        | Abandon       | Abandon      | Abandon       | Abandon       | Abandon       | Abandon       |
|                    | 19      | Albert Popov                   | Bulgarie                     | Abandon       | Abandon      | Abandon       | Abandon       | Abandon       | Abandon       |
|                    | 31      | Žan Kranjec                    | Slovénie                     | Abandon       | Abandon      | Abandon       | Abandon       | Abandon       | Abandon       |
|                    | 37      | Alexander Schmid               | Allemagne                    | Abandon       | Abandon      | Abandon       | Abandon       | Abandon       | Abandon       |
|                    | 44      | Jett Seymour                   | États-Unis                   | Abandon       | Abandon      | Abandon       | Abandon       | Abandon       | Abandon       |
|                    | 45      | Sam Maes                       | Belgique                     | Abandon       | Abandon      | Abandon       | Abandon       | Abandon       | Abandon       |
|                    | 50      | Michal Jasiczek                | Pologne                      | Abandon       | Abandon      | Abandon       | Abandon       | Abandon       | Abandon       |
|                    | 53      | Eduard Hallberg                | Finlande                     | Abandon       | Abandon      | Abandon       | Abandon       | Abandon       | Abandon       |
|                    | 54      | Tormis Laine                   | Estonie                      | Abandon       | Abandon      | Abandon       | Abandon       | Abandon       | Abandon       |
|                    | 55      | Martin Hyška                   | Slovaquie                    | Abandon       | Abandon      | Abandon       | Abandon       | Abandon       | Abandon       |
|                    | 56      | Seigo Kato                     | Japon                        | Abandon       | Abandon      | Abandon       | Abandon       | Abandon       | Abandon       |
|                    | 57      | Louis Muhlen-Schulte           | Australie                    | Abandon       | Abandon      | Abandon       | Abandon       | Abandon       | Abandon       |
|                    | 59      | Tom Verbeke                    | Belgique                     | Abandon       | Abandon      | Abandon       | Abandon       | Abandon       | Abandon       |
|                    | 67      | Casper Dyrbye                  | Danemark                     | Abandon       | Abandon      | Abandon       | Abandon       | Abandon       | Abandon       |
|                    | 68      | Delfin Van Ditmar              | Argentine                    | Abandon       | Abandon      | Abandon       | Abandon       | Abandon       | Abandon       |
|                    | 69      | Ioannis Antoniou               | Grèce                        | Abandon       | Abandon      | Abandon       | Abandon       | Abandon       | Abandon       |
|                    | 70      | Márton Kékesi                  | Hongrie                      | Abandon       | Abandon      | Abandon       | Abandon       | Abandon       | Abandon       |
|                    | 72      | Kay Holscher                   | Chili                        | Abandon       | Abandon      | Abandon       | Abandon       | Abandon       | Abandon       |
|                    | 77      | Konstantin Stoilov             | Bulgarie                     | Abandon       | Abandon      | Abandon       | Abandon       | Abandon       | Abandon       |
|                    | 80      | Dmytro Shepiuk                 | Ukraine                      | Abandon       | Abandon      | Abandon       | Abandon       | Abandon       | Abandon       |
|                    | 83      | Richardson Viano               | Haïti                        | Abandon       | Abandon      | Abandon       | Abandon       | Abandon       | Abandon       |
|                    | 84      | Mohammad Saveh-Shemshaki       | Iran                         | Abandon       | Abandon      | Abandon       | Abandon       | Abandon       | Abandon       |
|                    | 87      | Harutyun Harutyunyan           | [[ARM {{{1}}}\|ARM {{{1}}}]] | Abandon       | Abandon      | Abandon       | Abandon       | Abandon       | Abandon       |
|                    | 88      | Yianno Kouyoumdjan             | Chypre                       | Abandon       | Abandon      | Abandon       | Abandon       | Abandon       | Abandon       |
|                    | 90      | Arbi Pupovci                   | Kosovo                       | Abandon       | Abandon      | Abandon       | Abandon       | Abandon       | Abandon       |
|                    | 97      | Alberto Tamagnini              | Saint-Marin                  | Abandon       | Abandon      | Abandon       | Abandon       | Abandon       | Abandon       |
|                    | 99      | Cyril Kayrouz                  | Liban                        | Abandon       | Abandon      | Abandon       | Abandon       | Abandon       | Abandon       |
|                    | 85      | Tanguy Pechoux                 | Algérie                      | Disqualifiés  | Disqualifiés | Disqualifiés  | Disqualifiés  | Disqualifiés  | Disqualifiés  |
|                    | 100     | Luca Poberai                   | Lituanie                     | Disqualifiés  | Disqualifiés | Disqualifiés  | Disqualifiés  | Disqualifiés  | Disqualifiés  |